# Schwimmdock Dock 11

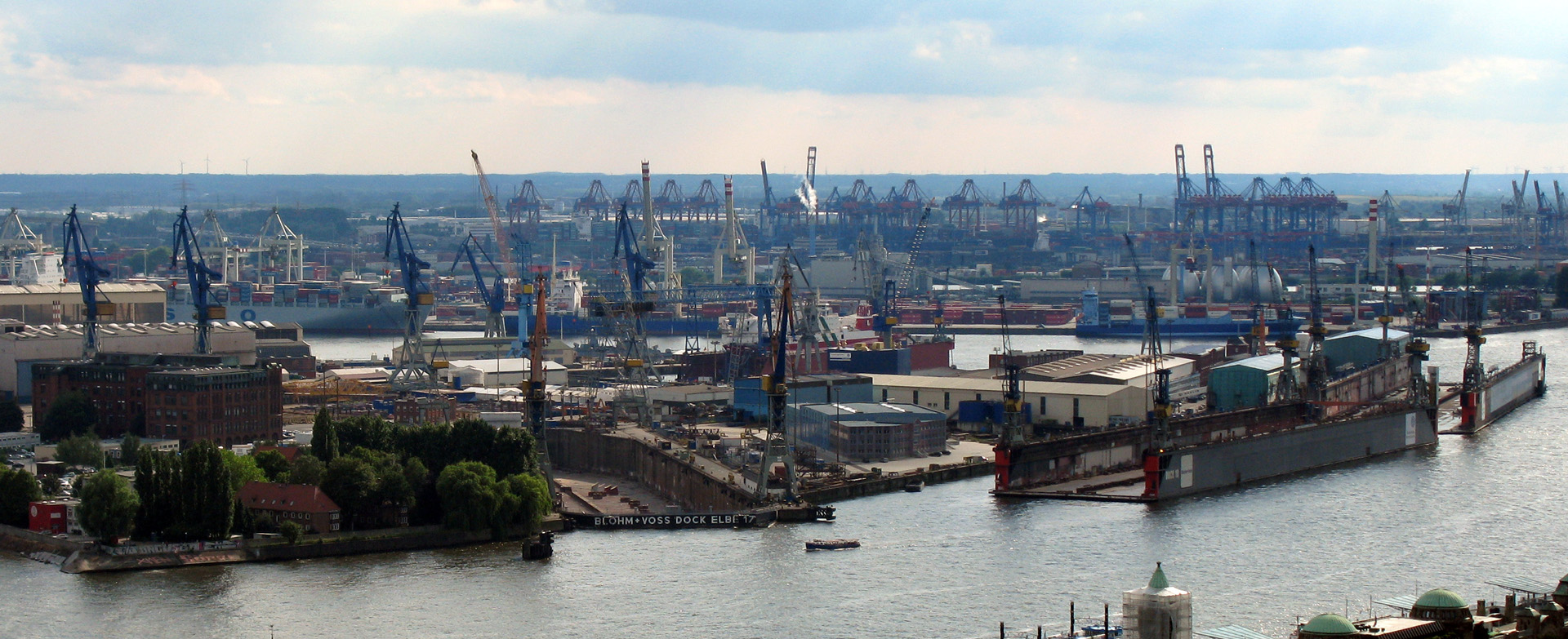
Werftgelände Blohm + Voss

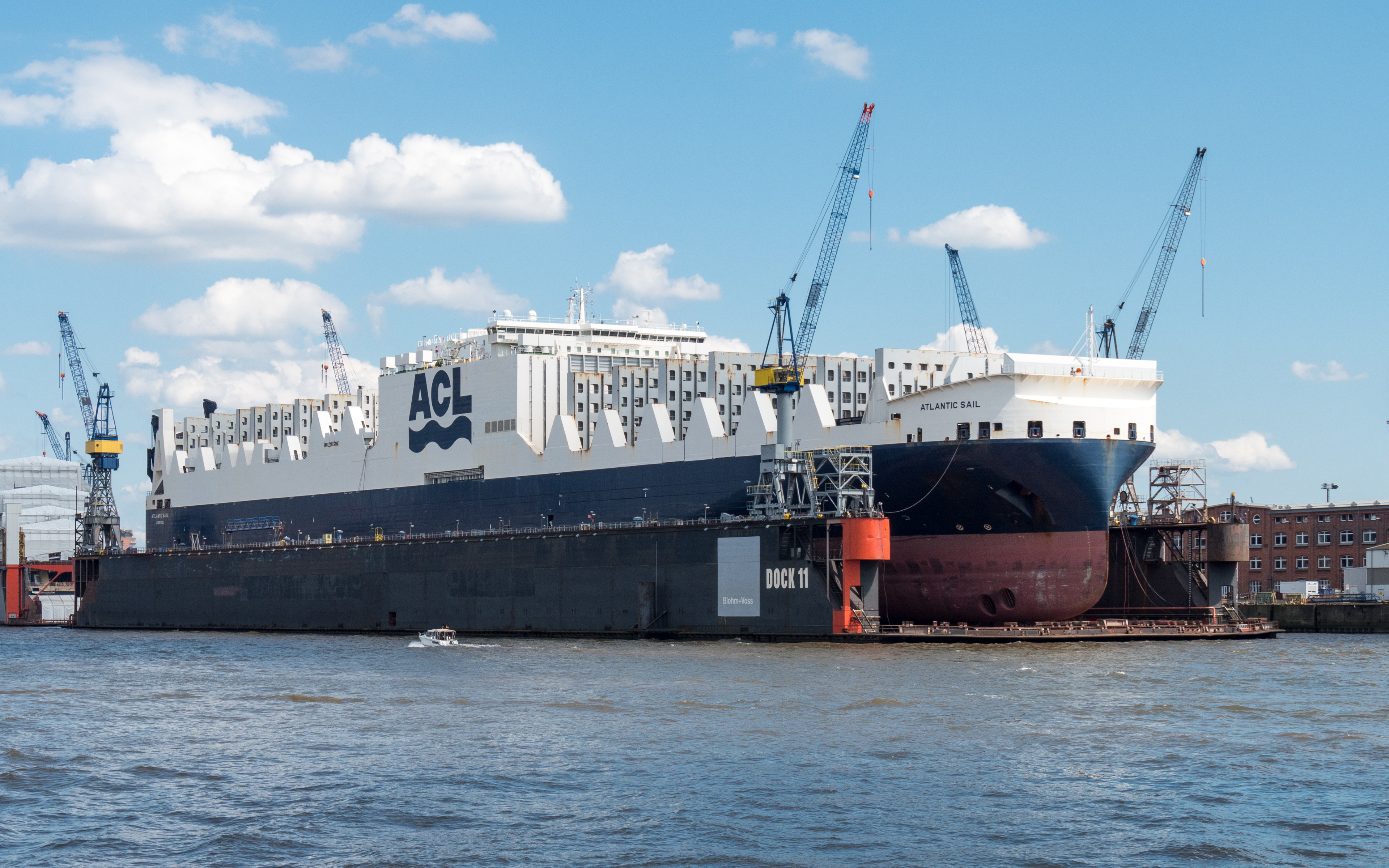
Dock 11

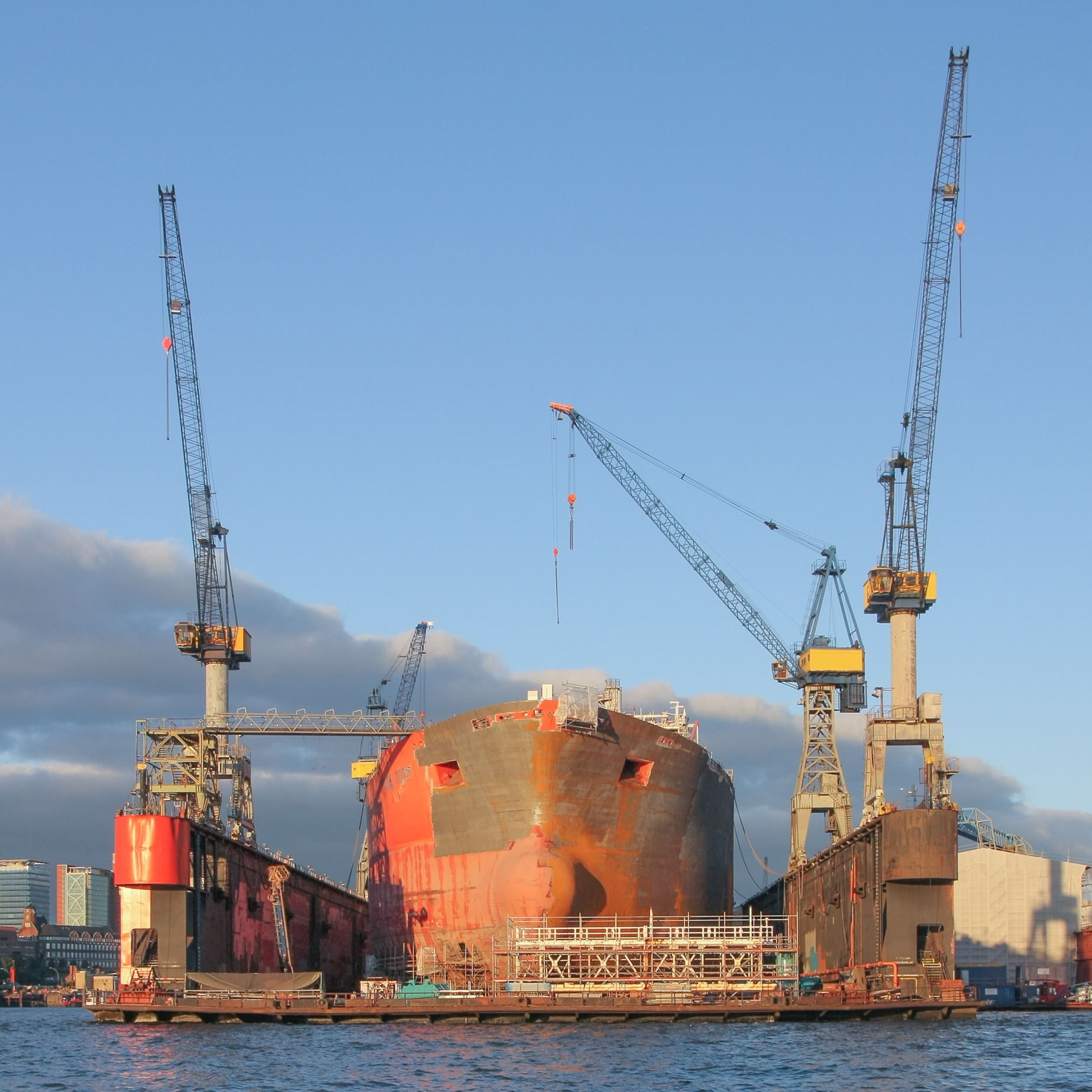
Dock 11

Das Schwimmdock 11 ist das größte Schwimmdock Europas. Es ist aufgrund seiner Lage auf dem Gelände der Werft Blohm + Voss
im Hamburger Hafen gegenüber den Landungsbrücken ein bekanntes Fotomotiv.

## Technische Daten
| Länge                 | 320,5 m           |
| Breite (innen)        | 52 m              |
| Breite (außen)        | 53,5 m            |
| Tiefgang (Schiff)     | 10,8 m            |
| Maximale Schiffsgröße | 250.000 dwt       |
| Tragfähigkeit         | 65.000 to         |
| Kräne                 | 2 × 10 t 2 × 35 t |

## Geschichte
Das Schwimmdock mit einem Wert von mehr als 90 Millionen DM zu seiner Bauzeit wurde 1976 bei HDW in Hamburg gebaut. Das Dock wird hauptsächlich für Schiffsreparaturen genutzt.